# Reserva comunal Huimeki
La Reserva Comunal Huimeki es un área protegida que tiene una extensión de 141,234.46 ha, ubicada en el distrito peruano de Teniente Manuel Clavero, en la provincia de Putumayo, departamento Loreto. El área protegida fue creada el 25 de octubre de 2012 mediante el Decreto Supremo Nº 006-2012-MINAM. La terminología de su denominación es la conjunción de las primeras letras de los grupos culturales existentes en la zona: Huitoto (Hui), mestizos (me) y Kiwchas del Putumayo (ki).
Esta área natural protegida está conformada por una red hidrológica integrada por las cuencas de los ríos Putumayo, Peneya, Angusilla, Yaricaya. La RC Huimeki se encuentra interconectada con la Reserva Comunal Airo Pai y el parque nacional Gueppí-Sikemi, por el límite con Colombia con el parque nacional La Paya, por el límite con Ecuador con la Reserva Faunística de Cuyabeno, los cuales integrarían el corredor econológico para asegurar las dinámicas poblacionales y procesos de migración.
En el área se encuentran formaciones del Plioceno y Pleistoceno, de la época del Cuaternario, lo cual le da características especiales en cuanto a formaciones vegetales, suelos y fisiografía
Esta área natural protegida alberga y protege a importantes poblaciones o muestras representativas de un número de especies de fauna y flora restringidas en el Perú al extremo nororiental de la Amazonía peruana, en la cuenca del Putumayo, y no presentes en otras áreas protegidas del país.
Además por su ubicación geográfica, la Reserva Comunal Huimeki es paradero de migración de algunas aves provenientes de países del llamado cono sur (Argentina y Chile) en su viaje migratorio al hemisferio norte, constituyéndose en uno de los lugares de descanso y alimentación.